# Melle Mel
Melvin Glover (Bronx, 15 de maig de 1961), conegut pel nom artístic Mele Mel, Grandmaster Mele Mel, i anteriorment Grandmaster Melle Mel, és un músic estatunidenc de hip hop i pioner de l'old school rap com a principal raper i compositor del grup Grandmaster Flash and the Furious Five.

## Discografia

### Àlbums
- 1982: The Message (com 'Grandmaster Flash and the Furious Five')
- 1984: Grandmaster Melle Mel and the Furious Five
- 1988: On the Strength - (com ' Grandmaster Flash and the Furious Five ')
- 1989: Piano - (com 'Grandmaster Melle Mel and the Furious Five')
- 1997: Right Now - (com 'Grandmaster Mele-Mel & Scorpio')
- 2001: On Lock - (com 'Die Hard')
- 2006: The Portal In The Park - (com 'Grandmaster Mele Mel' amb Lady Gaga)
- 2007: Muscles - (com 'Grandmaster Mele Mel')
- 2009: Hip Hop Anniversary Europe Tour - (com 'Grandmaster Melle Mel')

### Singles
- 1979: We Rap More Mellow - (com 'The Younger Generation')[1]
- 1979: Flash to the Beat - (com 'Flash and the Furious 5')[2]
- 1979: Supper Rappin' - (com'Grandmaster Flash and the Furious Five')[3][4]
- 1980 Freedom - (com 'Grandmaster Flash and the Furious Five')[5]
- 1980: The Birthday Party - (com 'Grandmaster Flash and the Furious Five')[6]
- 1981: Showdown - (com The Furious Five Meets The Sugarhill Gang)[7]
- 1981: It's Nasty (Genius of Love) - (com 'Grandmaster Flash and the Furious Five')[8]
- 1981: Scorpio - (com 'Grandmaster Flash and the Furious Five')[9]
- 1981: The Adventures of Grandmaster Flash on the Wheels of Steel - (com 'Grandmaster Flash and the Furious Five')[10]
- 1982: The Message - (com 'Grandmaster Flash and the Furious Five')[11]
- 1982: Message II (Survival) - (com 'Melle Mel & Duke Bootee')[12]
- 1983: New York New York - (com ' Grandmaster Flash and the Furious Five')[13]
- 1983: White Lines (Do not Do not Do It) - (com 'Grandmaster & Melle Mel' / 'Grandmaster Flash and the Furious Five' / 'Grandmaster Flash and Melle Mel')[14][15][16]
- 1984: Continuous White Lines - (Remix - com 'Grandmaster Melle Mel and the Furious Five)[17]
- 1984: Jesse - (com 'Grandmaster Melle Mel)[18]
- 1984: Beat Street Breakdown aka Beat Street - (com 'Grandmaster Melle Mel and the Furious Five')[19][20]
- 1984: Step Off - (com 'Grandmaster Melle Mel and the Furious Five')[21]
- 1984: We Do not Work for Free - (com 'Grandmaster Melle Mel and the Furious Five')[22]
- 1984: World War III - (com 'Grandmaster Melle Mel and the Furious Five' / 'Grandmaster Melle Mel')[23][24]
- 1985: King Of the Streets - (com 'Grandmaster Melle Mel')[25]
- 1985: Pump Em Up - (com 'Grandmaster Melle Mel and the Furious Five')[26]
- 1985: Vice - (com 'Grandmaster Melle Mel')
- 1985: The Mega-Melle Mix - (com 'Melle Mel')[27]
- 1988: Gold - (com ' Grandmaster Flash and the Furious Five ')[28]
- 1988: Magic Carpet Ride - (com 'Grandmaster Flash and the Furious Five')[29][30]
- 1994: Sun Do not Shine in the Hood - (Split 12 "single amb Da Original com 'The Furious Five')[31]
- 1995: The Message '95 - (Remix - com 'Grandmaster Flash and the Furious Five'[32][33]
- 1997: The Message - (Remix - com ' Grandmaster Flash and the Furious Five ')[34][35]
- 1997: Mama - (com 'Grandmaster Mele-Mel & Scorpio')[36][37]
- 1997: Mr. Big Stuff - (com 'Grandmaster Mele-Mel & Scorpio')[38]
- 2003: Where Ja At? - (com 'Melle Mel')[39]
- 2007: M-3 - (com 'Grandmaster Mele Mel')[40]